# Mariano Puyol
Mariano Patricio Puyol Correa (* 3. Juni 1959 in Santiago) ist ein ehemaliger chilenischer Fußballspieler. Der Stürmer absolvierte ein Länderspiel für die Nationalmannschaft Chiles.

## Karriere

### Verein
Mariano Puyol begann 1977 seine Profikarriere als Mittelfeldspieler beim CF Universidad de Chile. Bei seiner Leihstation Deportes Concepción 1978 rückte er in die Offensive und wurde gemeinsam mit Leonardo Véliz zum besten Linksaußen der Liga gewählt. Nach seiner Rückkehr zu La U gewann Puyol die Copa Polla Gol 1979. 1981 verließ er den Klub aus der Hauptstadt und ging zu Ñublense und ein Jahr später zu Unión San Felipe. Bei San Felipe in der Segunda División gelang ihm der Aufstieg in die Primera División. 1984 kehrte der nun als Stürmer eingesetzte Puyol zu Universidad de Chile zurück. In der Saison 1985 wurde er hinter Ivo Basay und Óscar Fabbiani drittbester Ligatorschütze.
Im August 1986 wechselte Puyol nach Mexiko, wo er erst für den CD Cruz Azul und danach für den Tampico-Madero FC auflief. 1989 spielte der Offensivakteur wieder in seinem Heimatland bei Deportes La Serena und kam 1990 zum dritten Mal zu Universidad de Chile. Von 1991 bis 1993 trug er die Kapitänsbinde des Teams. Er blieb bis 1993 und wurde später zu den 50 wichtigsten Spielern des Klubs gewählt. Seine Karriere beendete Puyol 1994 bei den Rangers de Talca.

### Nationalmannschaft
Für die Nationalmannschaft Chiles absolvierte Mariano Puyol im Mai 1986 sein einziges Länderspiel. Beim 1:1-Unentschieden im Freundschaftsspiel gegen Brasilien erzielte der Stürmer die 1:0-Führung.

### Erfolge
Universidad de Chile
- Copa Chile: 1979